# Casa de Lorena

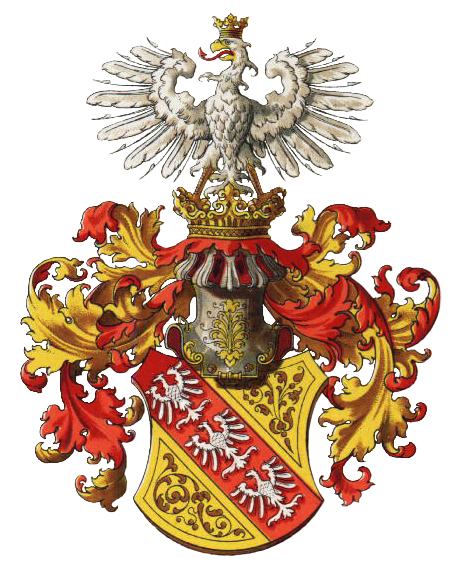
Blazonul Casei de Lorena

Casa de Lorena (franceză Lorraine; germană Lothringen) a fost una dintre cele mai importante și mai durabile case regale domnitoare din istoria Europei. Linia principală și singura care a mai rămas în prezent este Casa de Habsburg-Lorena. Actualul șef al Casei este Karl Habsburg-Lothringen, pretendent la titlurile de: împărat al Austriei, rege al Ungariei, Boemiei, Galiciei și Lodomeriei, Croației, Iliria, Ierusalim.

## Istoric

### Casa de Ardennes–Metz
Casa susține că descinde din Gerard I de Paris (Conte de Paris) (decedat în 779) ai cărui urmași imediați sunt cunoscuți drept  Girardides. Familia Matfriding din secolului al X-lea se crede ca a fost o ramură a familiei; la începutul secolul al X-lea ei au devenit Conți de Metz și au condus în Alsacia și Lorena. Ducii renascentiști de Lorena au avut tendința de a aroga strămoși carolingieni, așa cum este ilustrat de Alexandre Dumas, în romanul Doamna de Monsoreau (1846);, de fapt, puținele surse existente în legătură cu primele generații care să reconstruiască un arbore genealogic pentru strămoșii Casei de Alsacia implică multe presupuneri.
Ceea ce este sigur demonstrat este că în 1048 împăratul german Henric al III-lea a acordat ducatul Lorenei superioare lui Adalbert de Metz și, după ce acesta a murit fără moștenitori, a acordat ducatul fratelui acestuia, Gérard de Alsacia, ai cărui urmași au păstrat ducatul până la moartea lui Carol al II-lea, Duce de Lorena în 1431.

### Casele de Vaudemont și Guise
După un scurt interludiu în perioada 1453-1473, atunci când ducatul a trecut de la fiica lui Carol al II-lea la soțul ei Jean de Calabria, un Capețian, Lorena a revenit la Casa de Vaudemont, o ramură junior a Casei de Lorena, în persoana lui René al II-lea care a adăugat mai târziu la titlurile sale și pe cel de duce de Bar.
Războaiele franceze religioase au văzut apariția unei ramuri junior a familiei regale de Lorena, Casa de Guise, care a devenit o forță dominantă în politica franceză și, în ultimii ani ai domniei regelui Henric al III-lea, a fost pe punctul de a reuși să acceadă la tronul Franței. Maria de Guise, mama Mariei Stuart, provenea din această familie.
Sub monarhia de Bourbon ramura Casei de Guise deținută de ducele d'Elbeuf a rămas parte a vârfului aristocrației franceze, în timp ce ramura senior a Casei de Vaudemont a continuat să conducă ducatele de Lorena și de Bar. Ambițiile imperialiste ale lui Ludovic al XIV-lea (care a implicat ocuparea Lorenei în 1669–97) au forțat ducii la o permanentă alianță cu dușmanii lor, împărații Sfântului Imperiu Roman din Casa de Habsburg.

## Casa de Habsbourg-Lorena

Blazonul Casei de Habsbourg-Lorena

Ducele Francisc al III-lea de Lorena s-a căsătorit în 1736 cu Maria Tereza de Habsburg, fiica cea mare a împăratului Carol al VI-lea și moștenitoarea acestuia. François al III-lea  a trebuit să abandoneze, pentru sine și moștenitorii săi, drepturile sale asupra ducatelor de Lorena și Bar, deși nu a abandonat aceste titluri. În compensație a primit Marele Ducat de Toscana. 
El a devenit împărat al Sfântului Imperiu German în 1745. Membrii Casei de Lorena au primit numele de Habsbourg-Lorena. Casa de Lorena a devenit Casa de Habsbourg-Lorena. François al III-lea a fost tatăl reginei Franței, Maria Antoaneta. Descendenții lui sunt singurii moștenitori ai titlurilor - fără nici un alt drept - ai vechii Case de Lorena.